# روبين أموريم
روبين فيليبي ماركيز أموريم (مواليد 27 يناير 1985 في لشبونة)، هو مدرب كرة قدم برتغالي ولاعب كرة قدم سابق، ويعمل حاليًا كمدرب لنادي مانشستر يونايتد
كلاعب كرة قدم، لعب أموريم بشكل أساسي كلاعب خط وسط وكظهير أيمن أو جناح. قضى معظم حياته المهنية مع نادي بيلينينسش وبنفيكا، ووقع مع الأخير في عام 2008 وفاز بعشرة ألقاب كبرى، بما في ذلك ثلاثة ألقاب في الدوري، ولقب واحد في الدوري البرتغالي، وخمسة ألقاب في الدوري الإسباني، ولقب واحد في كأس السوبر البرتغالي. مثل أموريم البرتغال في نسختين من نهائيات كأس العالم لكرة القدم وشارك في 14 مباراة دولية.

## مسيرته الكروية
لعب روبين أموريم خلال مسيرته الاحترافية مع 4 أندية في أربعة عشر موسمًا وسجل خلالها 15 هدفًا ضمن 235 مباراة. حيث فاز في موسم واحد بالكأس وفي ثلاثة مواسم بالدوري.
خاض روبين أموريم مسيرته مع نادي بيلينينسش في موسم 2003–04 ليلعب معه خمسة مواسم، مشاركًا في 96 مباراة سجل خلالها 4 أهداف. ثم انتقل إلى نادي بنفيكا في موسم 2008–09 في المرة الأولى ليلعب معه أربعة مواسم ثم في موسم 2013–14 ولمدة موسمين، حيث شارك طوالها في 95 مباراة سجل خلالها 5 أهداف. لينتقل بعدها إلى نادي سبورتينغ براغا في موسم 2011–12 ولمدة موسمين، مشاركًا في 30 مباراة سجل خلالها 4 أهداف. ثم انتقل إلى نادي الوكرة في موسم 2015–16 لمدة موسم واحد، مشاركًا في 14 مباراة سجل خلالها هدفين.

## وصلات خارجية
- روبين أموريم على موقع الاتحاد الدولي (مؤرشف)  (الإنجليزية)
- روبين أموريم على موقع الاتحاد الأوربي (الإنجليزية)
- روبين أموريم على موقع إي إس بي إن إف سي (الإنجليزية)
- روبين أموريم على موقع قاعدة بيانات كرة القدم.إي يو (الإنجليزية)
- روبين أموريم على موقع ليكيب (الفرنسية)
- روبين أموريم على موقع ناشيونال فوتبول تيمز (الإنجليزية)
- روبين أموريم على موقع Soccerbase.com (لاعب) (الإنجليزية)
- روبين أموريم على موقع Soccerway.com (الإنجليزية)
- روبين أموريم على موقع عالم كرة القدم.نت (الإنجليزية)
- روبين أموريم على موقع AS.com (الإسبانية)